# Villa González
Villa González est une commune de la province de Santiago en République dominicaine. Sa population est de 37 349 habitants en 2010.

## Localisation
Villa González est située au pied des montagnes de la Cordillère Septentrionale à 14 km au nord-ouest de la ville de Santiago de los Caballeros. Elle est limitée au nord par la ville d'Altamira dans la province de Puerto Plata, au sud par la commune de La Canela dans la province de Santiago, à l'est par la ville de Santiago et à l'ouest par la commune de Villa Bisonó.

## Histoire
En 1915, Villa González devient un district municipal mais pour des raisons politiques, perd ce statut, récupéré plus tard en 1958. En 1991, la ville a le statut de commune de la province de Santiago. Las Lagunas, le nom de la ville change pour Villa González.

## Géographie
La superficie de la ville est de 101 km2.
Les principales sources hydrographiques de la ville sont des rivières telles que Yaque Del Norte, Alonsico, Las Lavas et Quinigua ainsi que le torrent Arrenquillo.
70 % de la superficie de la commune est plate et le reste est montagneux. Les sols sont profonds, fertiles avec une rétention moyenne d'humidité mais riche en potassium.
Le pic Diego de Ocampo, situé sur le territoire, a une altitude de 900 m.

### Climat
La température moyenne de la ville se situe entre 26 °C et 28 °C toute l'année avec une pluviométrie moyenne de 1 500 et 2 000 mm/an.

## Économie
L'économie de la ville est basée sur l'agriculture comme le piment, l'avocat, le yucca, les bananes. La culture principale est le tabac. La qualité de ce tabac et des cigarettes produites est reconnue à l'échelle internationale.
Un élevage de porcs et de volailles sont existants dans la ville.
La commune compte deux parcs industriels regroupant 7 entreprises qui emploient environ 1 783 personnes.

## Personnalités liées à la commune
- José Reyes (1983-), joueur professionnel de baseball.